# Camp d'extermini de Jalisco
El camp d'extermini de Jalisco fa referència a un camp de concentració i de reclutament  operat pel Càrtel de Jalisco Nova Generació dins del Ranxo Izaguirre situat en el municipi de Teuchitlán, a l'estat de Jalisco (Mèxic), que va ser descobert el 5 de març de 2025 per part d'un grup de cerca de persones desaparegudes. Algunes persones asseguraren ser supervivents del camp i varen narrar que en aquest lloc es practicaven activitats criminals com tortures, assassinats, desmembraments, violacions, pedofília i altres atrocitats suposadament dutes a terme en massa pel grup delictiu Càrtel Jalisco Nova Generació, el qual també usava el ranxo com un centre de reclutament per a futurs membres, amb ensinistradors experts en l'ús d'armes de foc i mètodes de tortura. Al ranxo foren trobats diversos elements com centenars de peces de vestir, sabates, tres crematoris amb ossos calcinats i anotacions amb sobrenoms de les persones que varen arribar a estar en el camp de concentració, fent fins al moment molt difícil la identificació d'aquestes persones.

## Història
Segons el testimoniatge de diversos supervivents, el camp havia estat operant pel Càrtel de Jalisco Nova Generació des de l'any 2012.
El 2025, es van trobar 200 parells de sabates, restes òssies i articles personals al voltant del ranxo Izaguirre i el 10 d'agost de 2019 van ser trobats diversos cossos prop de la localitat de La Estanzuela per la Guàrdia Nacional.

### Camp d'entrenament
Els informes indicaren que, a més dels crematoris i fosses, també es varen trobar casquets de bala, carregadors i marques de tir, fent l'efecte de ser un camp d'entrenament.
Testimoniatges de víctimes, com la identificada com 'María', asseguren que «quan arribàrem, ens vam adonar que estàvem en un lloc que res tenia a veure amb la sembra» tal com els ho havien promès. En arribar, van trobar a almenys altres 20 persones en la mateixa situació. «Li puc assegurar que més de 1500 persones van estar aquí», va afirmar. Les víctimes eren obligades a participar en l'excavació de fosses, la calcinació de cossos i altres pràctiques violentes. «Hi havia un tractor on ficaven a les persones, sense roba, i les deixaven tres o quatre dies amarrades al sol. Un doctor deia que, en estar calent el cos, al moment de triturar-lo, es compactava», va relatar. María també va parlar de casos de tràfic d'òrgans i abús sexual de menors: «Arribaven amb menors d'edat. Els obrien aquí enfront de nosaltres. I aquí quedaven».
El camp s'ha relacionat amb la desaparició de 5 joves a la ciutat de Lagos de Moreno, on, en un vídeo extremadament gràfic, que mostra als 5 joves lligats de mans i sobre els seus genolls, es mostra que la paret de fons és extremadament similar a les fotografies del predi, la qual cosa indica que va estar actiu recentment.

### Troballa
Amb una denúncia anònima, el Col·lectiu Guerrers cercadors Jalisco va ser alertat sobre la presència de restes humanes en la propietat. En el seu descobriment declararen l'existència de centenars de sabates, roba, restes òssies, peces dentals.
Anteriorment, aquest predi havia estat assenyalat, i fins i tot la Fiscalia de Jalisco va detenir a deu persones, però no van concloure les recerques.

## Immoble assegurat prèviament
Originalment, el ranxo va ser assegurat el setembre de 2024, quan la Guàrdia Nacional de Mèxic i l'Exercito Mexicà van informar que el predi va ser registrat el 20 de setembre de 2024, amb això, van alliberar a dues persones privades de la seva llibertat, van detenir a 10 persones i van assegurar diferents armes; però no va ser reportat el camp d'entrenament, els forns, les fosses o restes òssies.

## Repercussions

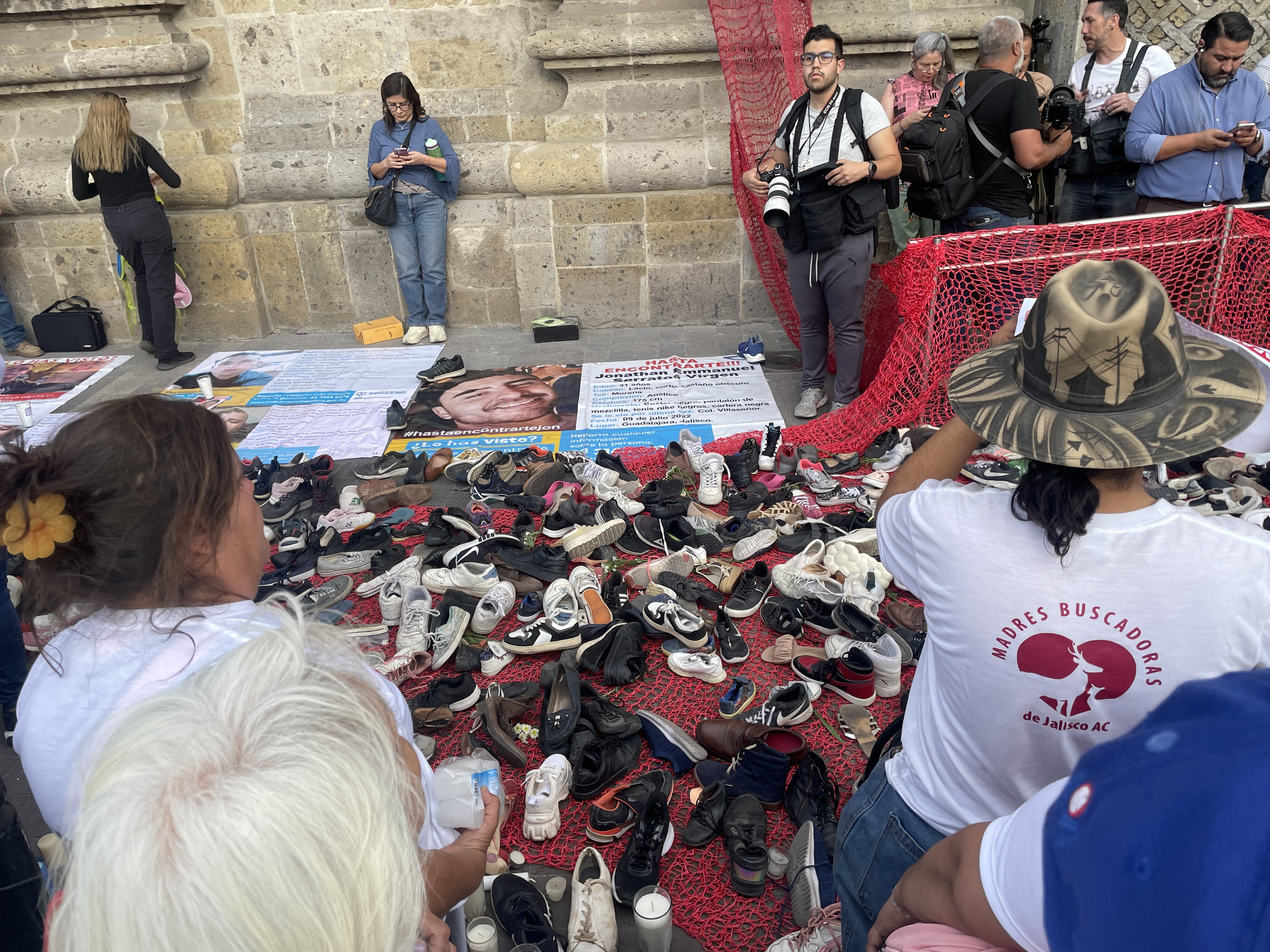
Protesta i instal·lació de fitxes de cerca i sabates fora del Palau de Govern el 15 de març de 2025 en Jalisco.

- La presidenta de Mèxic Claudia Sheinbaum va qualificar de «terrible» les troballes i va informar que tant el governador de Jalisco com el secretari de seguretat i protecció ciutadana estaven atenent el cas.
- La tarda del dissabte 15 de març de 2025, diverses organitzacions civils i ciutadans van realitzar en almenys 24 places públiques una vigila com a forma de protesta i en exigència de justícia davant aquest cas.